# Pseudomekaši
Pseudomekaši (lat. Pseudotriakidae), porodica dubokovodnih morskih pasa iz reda kučkova (Carcharhiniformes) kojoj pripada 3 roda s 5 vrsta. Žive na dubinama od 200 do 1 500 metara. Ima ih po svim oceanima od Madagaskara do Tajvana, Havaja i Islanda.
Najveći među njima je Pseudotriakis microdon koji može narasti najviše do 269 cm, dok su ostale vrste dužine od pola metra pa do nešto prreko jednog metra.
Za ljude bezopasni. Hrane se manjim ribama i beskralježnjacima

## Rodovi:
1. Gollum Compagno, 1973
2. Planonasus Weigmann, Stehmann & Thiel, 2013
3. Pseudotriakis Capello, 1868